# Алан-Бексер
Алан-Бексер (тат. Алан Биксер) — село в Высокогорском районе Республики Татарстан Российской Федерации. Является административным центром Алан-Бексерского сельского поселения.

## География
Село расположено на реке Ашит, в 34 километрах к северо-западу от железнодорожной станции Высокая Гора.

## Население
| 1763              | 1859 | 1897 | 1908 | 1920 | 1926 | 1938 | 1949 | 1958 | 1970 | 1989 | 2000 | 2010 |
| ----------------- | ---- | ---- | ---- | ---- | ---- | ---- | ---- | ---- | ---- | ---- | ---- | ---- |
| 63 души муж. пола | 455  | 831  | 1024 | 869  | 895  | 1014 | 834  | 510  | 316  | 303  | 343  | 327  |

## Экономика
Полеводство, пчеловодство.

## Социальная инфраструктура
Средняя школа, дом культуры, библиотека.